# Cabanes (Castellón)

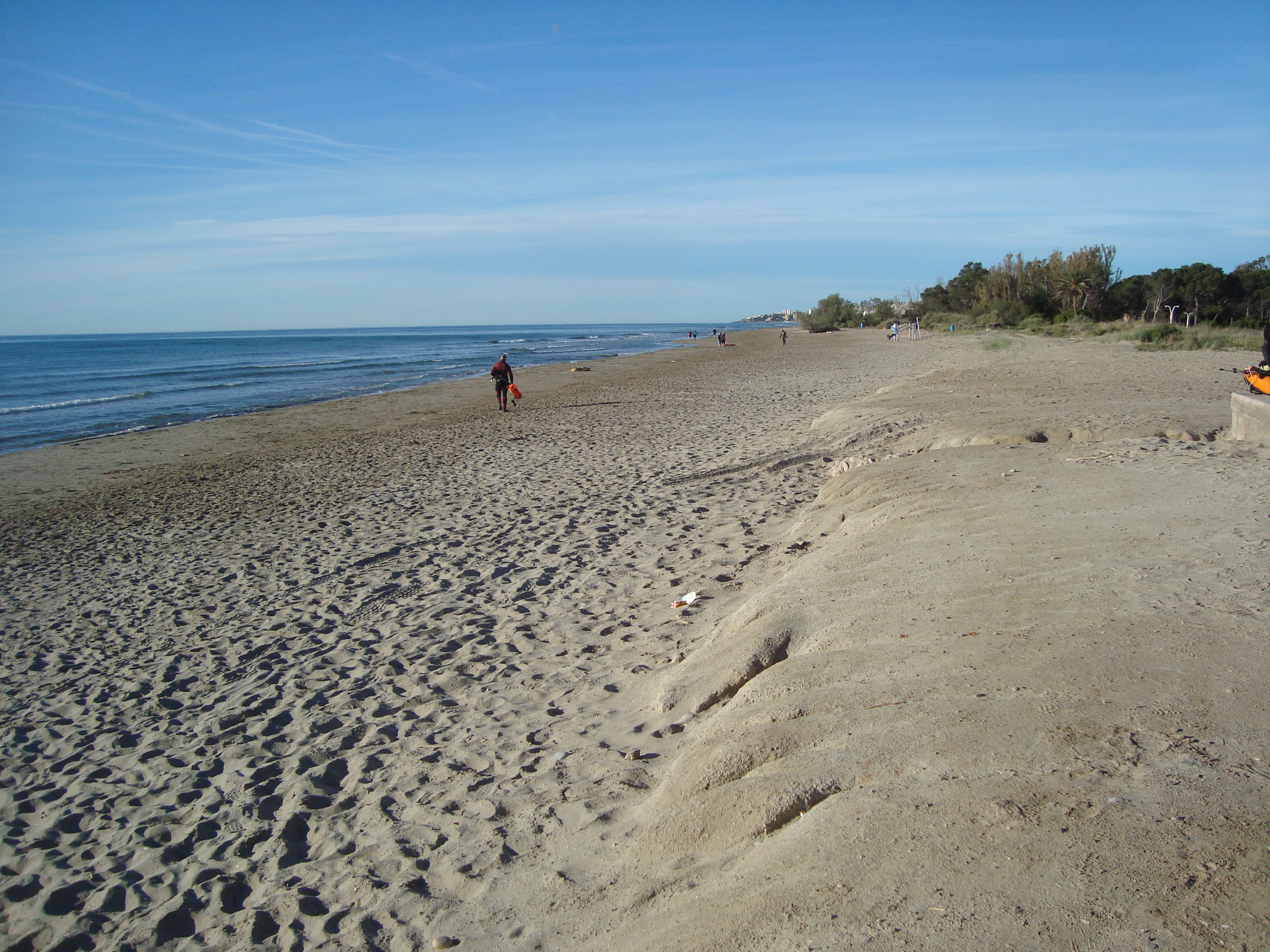
Spiaggia di Torrelasal (Cabanes, Castellón)

Cabanes è un comune spagnolo di 2 473 abitanti situato nella comunità autonoma Valenciana.
Nei pressi si conserva un arco romano, edificato sulla via Augusta nel II secolo e probabilmente parte di un monumento funerario privato relativo ad una vicina villa rustica.

## Altri progetti

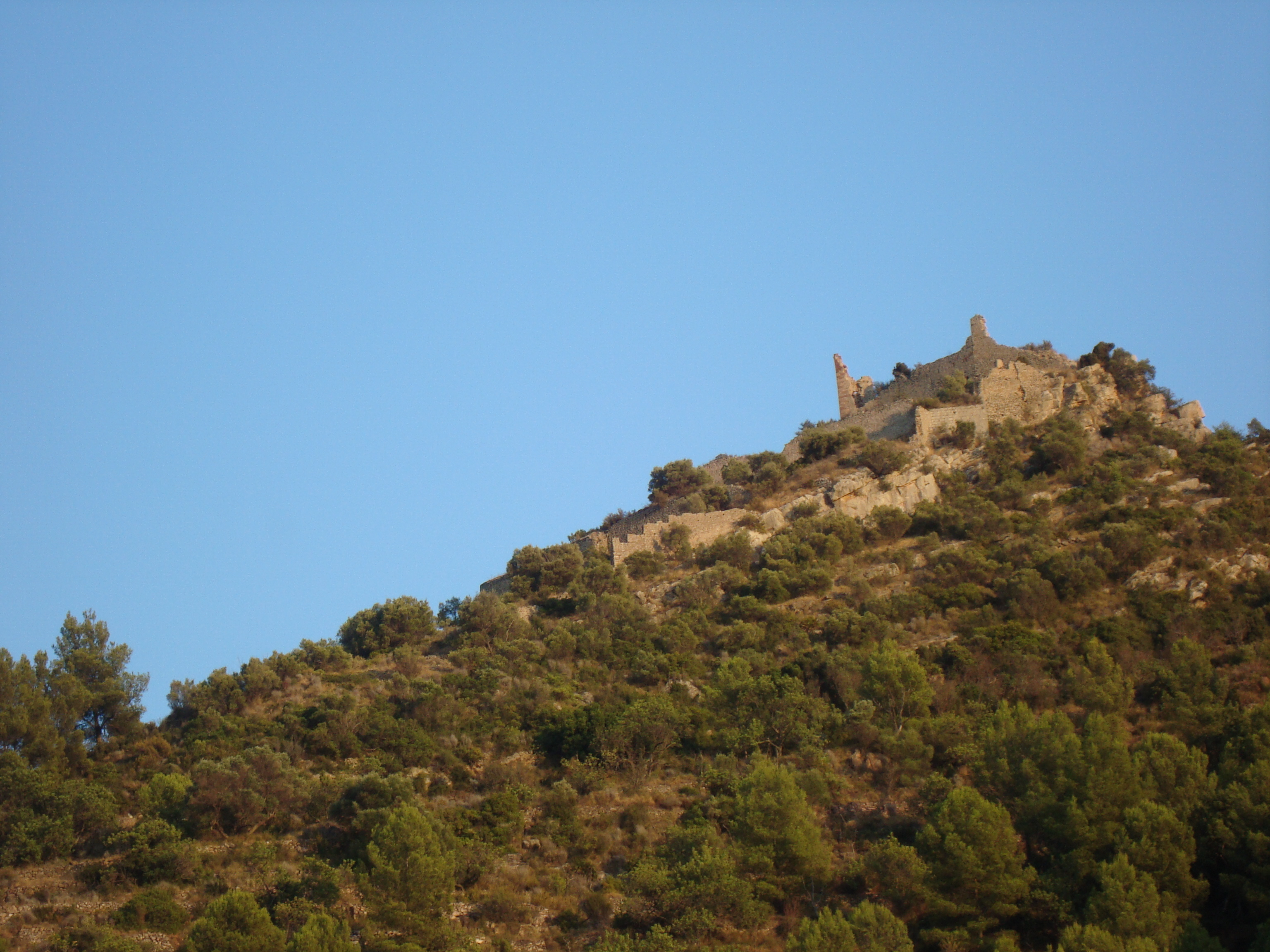
Castell de Miravet (Cabanes)

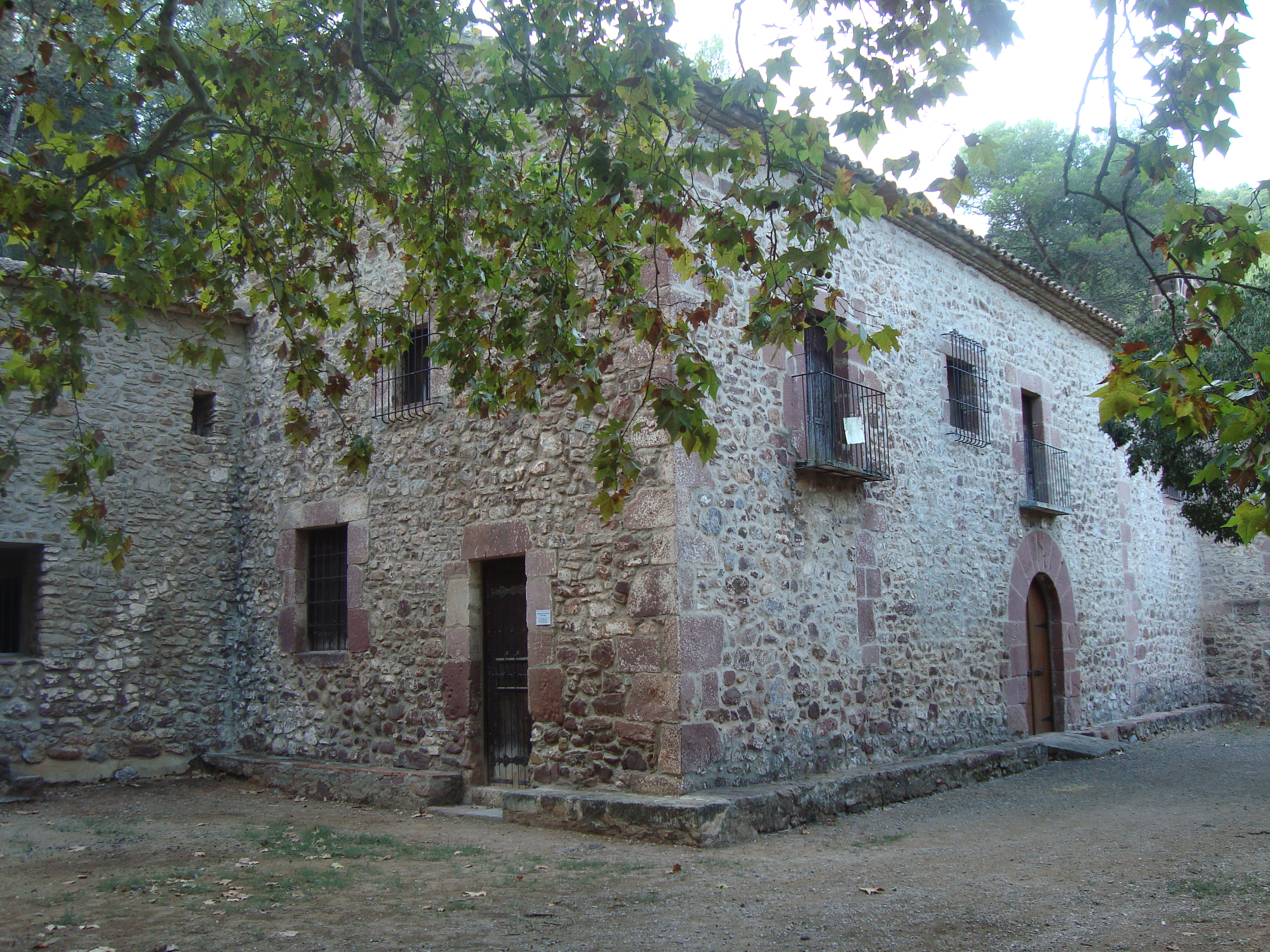
Ermitorio de Santa Águeda y Santa Lucía (Cabanes, Castellón)

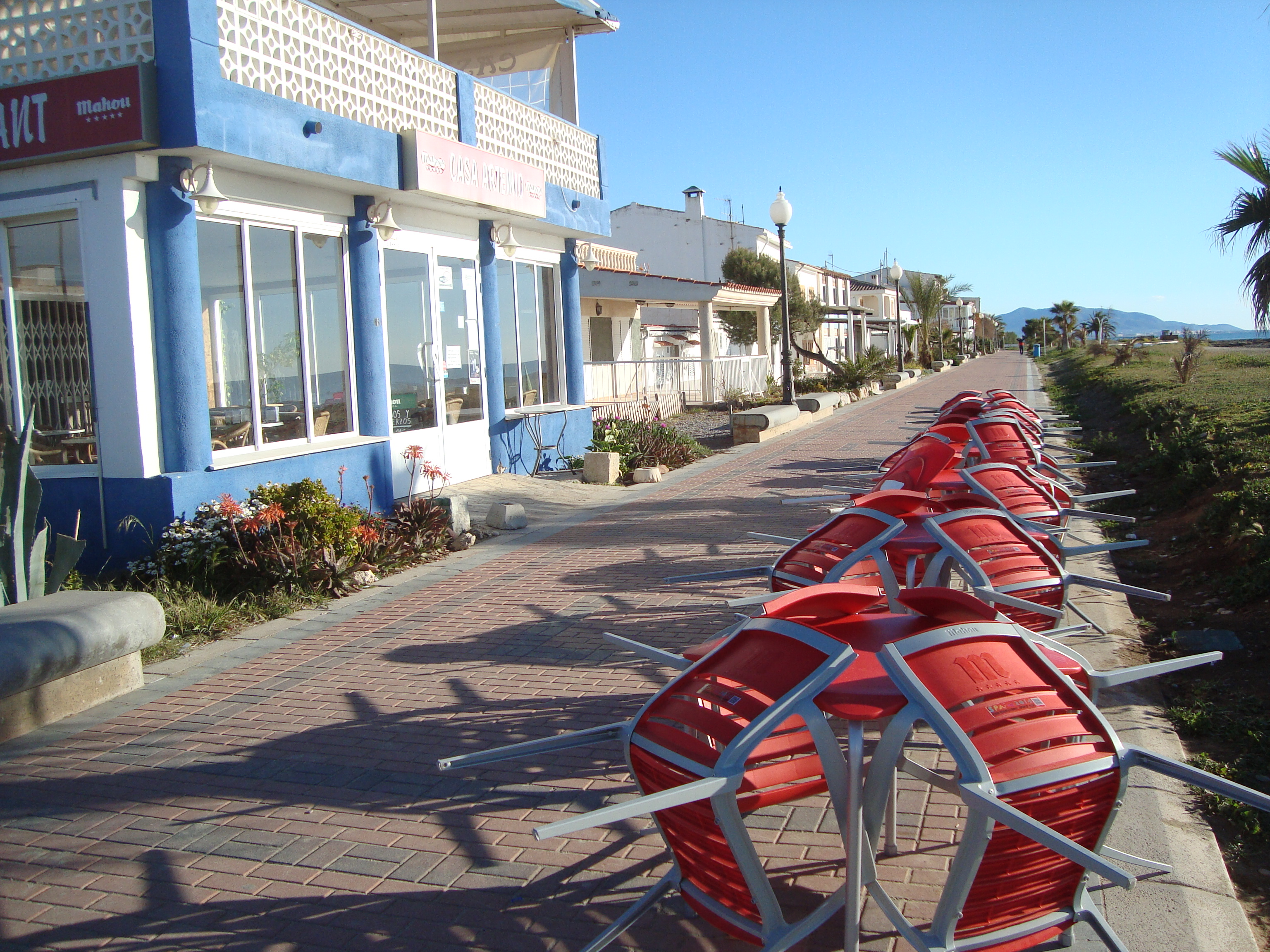
Paseo marítimo de Torrelasal (Cabanes)

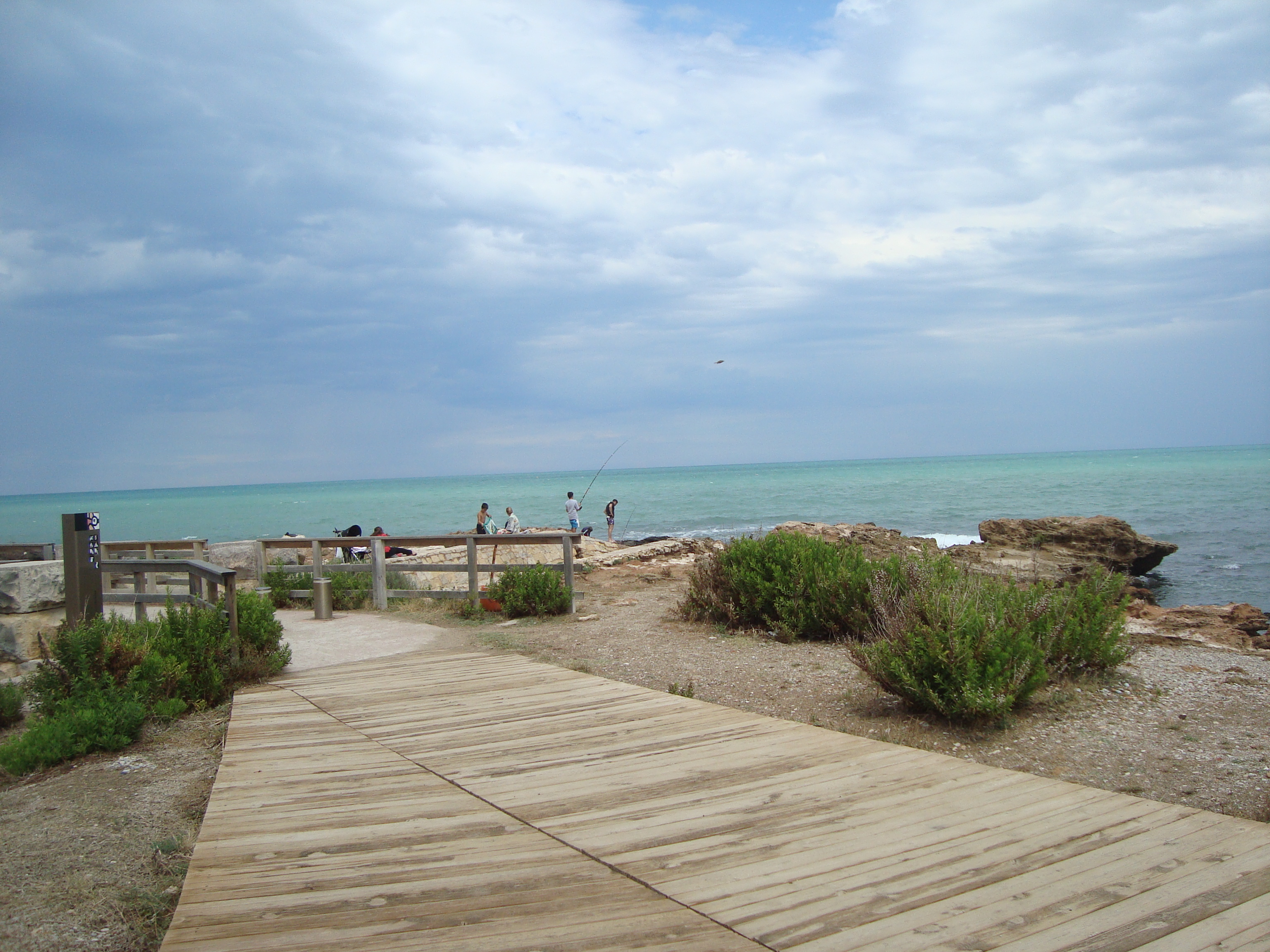
Spiaggia di Torrelasal (Cabanes)

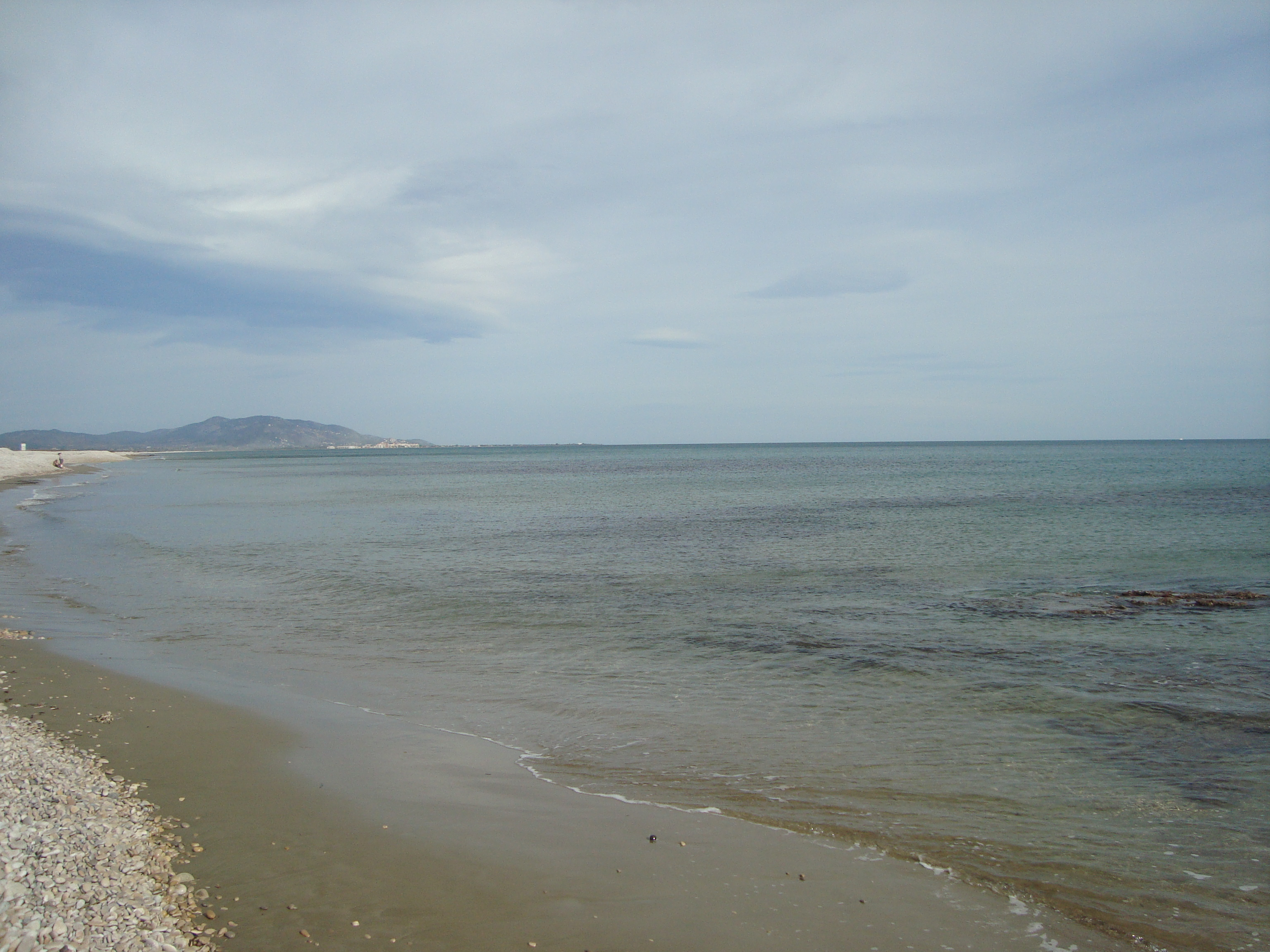
Spiaggia del Cudolar (Cabanes)

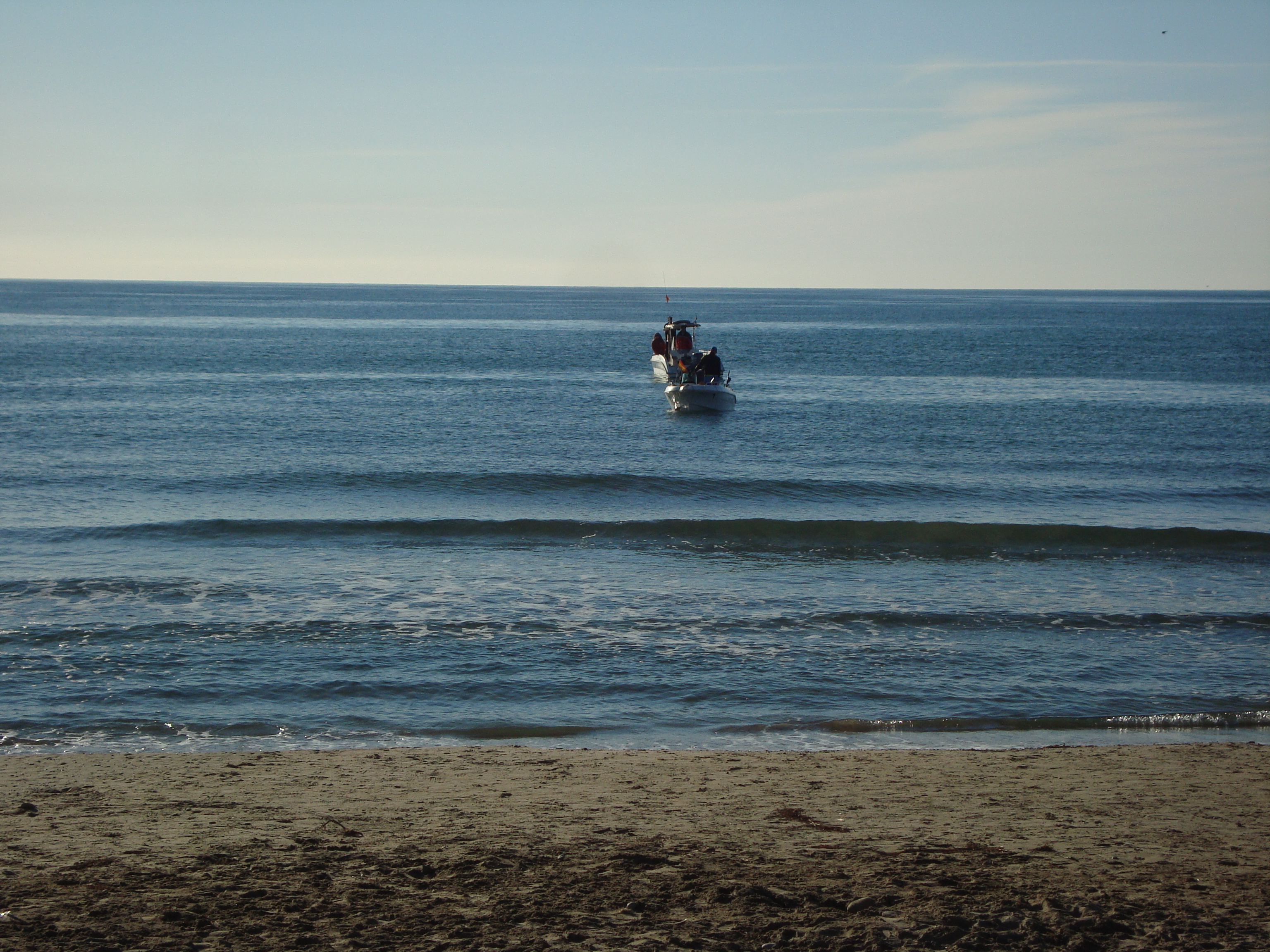
Spiaggia di Torrelasal (Cabanes)